# Mила Ђачић
Мила Ђачић (Београд, 31. јануар 1982), српски је етномузиколог, аутор и реализатор фестивала, едукатор у музичкој радионици и професор музичке културе.

## Биографија
Мила Ђачић се бави изучавањем и извођењем традиционалне музике од 1998. године. Дипломирала је на Катедри за музикологију и етномузикологију Факултета музичке уметности у Београду 2009. године. Бави се научно-истраживачким радом у сфери етномузикологије и етнокореологије, а своје интересовање је усмерила на проблеме савремених облика игара. Своје радове представила је на семинарима у Београду, Панчеву и Бања Луци. Аутор је и реализатор програма Традиционална народна музика, одобреног од централне комисије Завода за унапређивање образовања и васпитања. Такође је и реализатор програма Музика у нама подржаног од стране Секретаријата за спорт и омладину у Београду. Као вокални солиста и интерпретатор традиционалне народне музике наступала је у оквиру ансамбла Традиција, који се бави извођењем традиционалне музике Балкана.  Радила је као музички сарадник и руководилац Радионице за традиционално народно певање у Центру за културу Гроцка. Носилац је  посебне Захвалнице за допринос и унапређење духовних вредности и традиције на територији Општине Гроцка. Реализатор је програма у оквиру европске манифестације Дани европске баштине - European heritage days за 2016, 2017. и 2018. годину. Аутор је и бројних радионица за децу До, ре, ми, Од традиције до модернизације, Обојимо музику и Креативност, идентитет, културно памћење.
Ради у Основној школи Свети Сава у Врчину као професор музичке културе и као вокални педагог Етно певачке групе ОШ Свети Сава коју је основала у истој школи и са којом је имала бројна гостовања у земљи и иностранству. Мила је са ученицима издала и први музички албум традиционалне народне музике.

#### Вокална етно-група Основне школеСвети Саваиз Врчина објавила аудио CD
Основна школа Свети Сава у Врчину издала је аудио CD са традиционалним нумерама у a-капела извођењу школске вокалне етно-групе, који је круна вишегодишњег рада. Великим ангажовањем професорке музичке културе Миле Ђачић, материјал је снимљен у студију Алагић. Тако да је ОШ Свети Сава прва школа која је издала самостални музички албум својих ученика.

### Филозофија Миле Ђачић о музичком образовању деце
Мила сматра да музичко образовање доноси вишеструку корист деци без обзира на то да ли је дете талентовано за музику или не. Бављење музиком може да утиче на децу да интелектуално напредују, да добро савладају и остале предмете у школи и да унапреде способности и вештине које користе у свим сферама живота. Активно музицирање и бављење музиком развија интроспективност и захтева истраживање. На овај начин деца постају хуманија, препознају лепоту, имају више љубави и емпатије, више нежности и добра у себи.

## Чланства и удружења
Мила Ђачић је оснивач и председник непрофитабилног Удружења Serbia Global Art Team, које се бави едукацијом младих, као и реализацијом културних и образовних пројеката и суоснивач Асоцијације најбољих наставника бивше Југославије. Такође је и сарадник Завода за вредновање квалитета образовања и васпитања за 2019-2020. годину.

## Награде
Добитница је награда Златни виолински кључ за 2017. годину, Најбољи едукатор Србије и Најбољи наставник региона, коју додељује Асоцијација најбољих наставника бивше Југославије за 2019. годину. У сфери образовања и васпитања постигла је изузетне резултате са својим ученицима, о чему сведоче и бројне награде и признања на разним такмичењима, а издали су и музички албум традиционалне музике, што је уједно први и једини пример у нашој педагошкој пракси.

## Дела
Мила Ђачић је аутор уџбеника Музичка култура 3 за 3. разред основне школе. Уџбеник је богат садржајима из српске националне културе и традиције. Предвиђено је да ученици певају, слушају музику, воде музички дневник, изводе бројалице, играју музичке и народне игре, усвајају музички бонтон, откривају како музика утиче на здравље, праве музичке инструменте, читају занимљивости и раде задатке који су у вези са обрађеним градивом.